# Starobucké Debrné

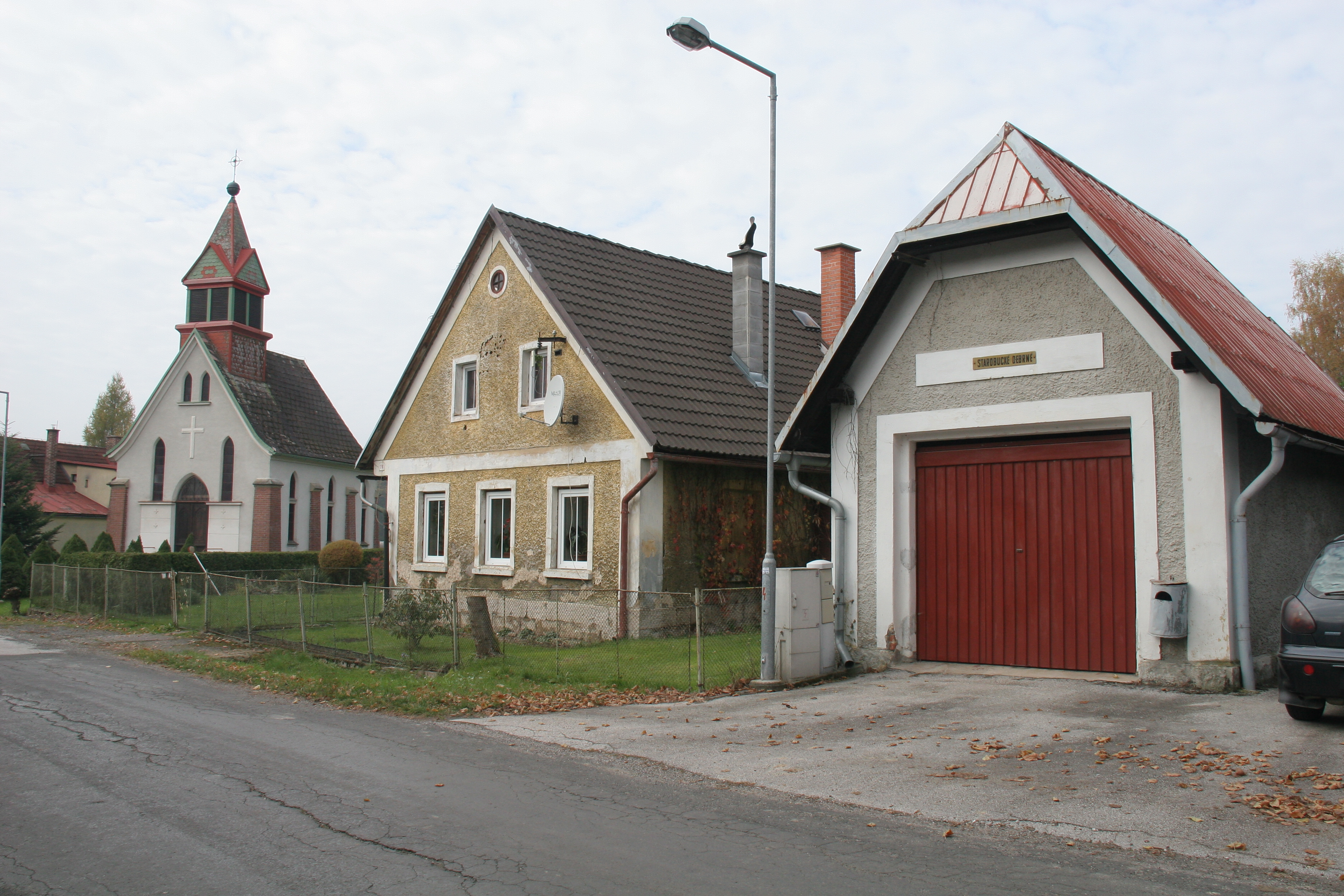
Ortszentrum von Starobucké Debrné

Starobucké Debrné (deutsch Altenbuch Döbernei) ist ein Ortsteil der Gemeinde Nemojov im Okres Trutnov in Tschechien.

## Geografische Lage
Der Ort liegt linksseitig der Elbe unweit der Talsperre Les Království im ostböhmischen Königreichwald.

## Sehenswürdigkeiten
- Herz-Jesu-Kirche

## Geschichte
Von 1938/39 bis Mai 1945 lag das Dorf Altenbuch Döbernei als Ortsteil der Gemeinde Ketzelsdorf (Königreichwald) im Reichsgau Sudetenland, Landkreis Trautenau, Regierungsbezirk Aussig. Hier lebten im Jahre 1940 846 Einwohner. Der Eisenbahnanschluss und das zuständige Amtsgericht befanden sich in Arnau (Elbe).